# 1917 en Alberta
Chronologie de l'Alberta
- 1913
- 1914
- 1915
- 1916
- 1917
- 1918
- 1919
- 1920
- 1921

Cette page concerne des événements qui se sont produits durant l'année 1917 dans la province canadienne de l'Alberta.

## Politique

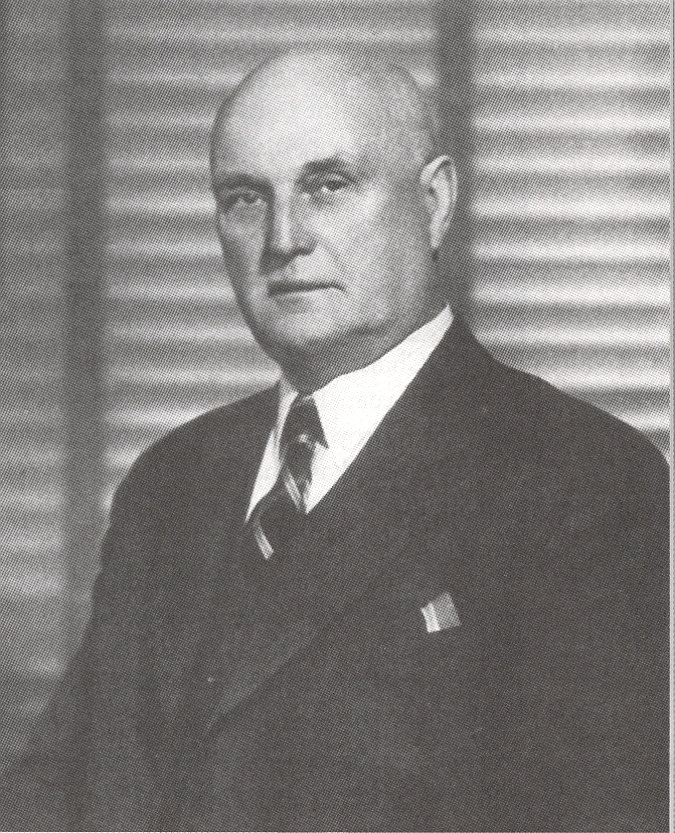
Charles Stewart

- Premier ministre :  Arthur Lewis Sifton puis Charles Stewart (Parti libéral)
- Chef de l'Opposition :
- Lieutenant-gouverneur : Robert George Brett
- Législature :

## Événements
- 7 juin : élection générale albertaine. Les libéraux de Charles Stewart remportent cette élection.

## Naissances
- 11 janvier : John Parmenter Robarts (décédé le 18 octobre 1982), avocat et homme politique canadien. Ministre de l'Éducation de l'Ontario entre 1959 et 1961, il a été premier ministre de l'Ontario de 1961 à 1971. Il fut l'un des avocats de Power corporation.

- 21 juillet : Roger Motut, écrivain Franco-albertain.